# 施瓦岑费尔德
施瓦岑费尔德是德国巴伐利亚州的一个市镇。总面积38.26平方公里，总人口6173人，其中男性2977人，女性3196人（2011年12月31日），人口密度161人/平方公里。